# Паспорт гражданина Украины

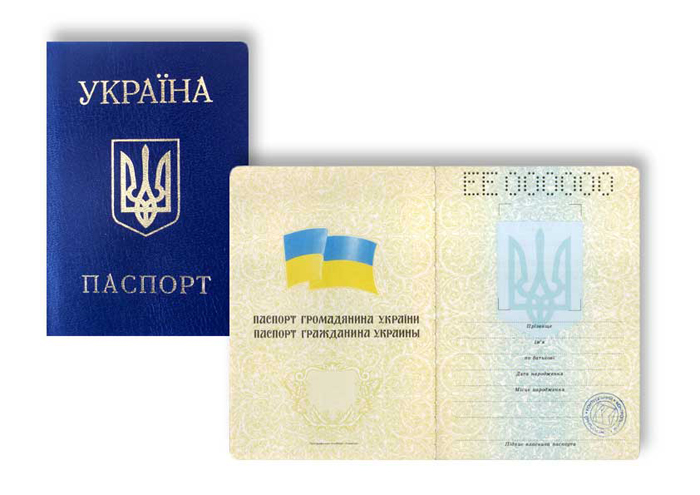
действующий паспорт Украины старого образца, выдавался с 1994 по 2015 года с 16 лет, с 2015 года выдаётся по религиозным причинам.

Паспорт гражданина Украины (укр. Паспорт громадянина України) — документ, подтверждающий личность и гражданство Украины его владельца. Паспорт гражданина Украины выдаётся территориальными подразделениями по делам гражданства, иммиграции и регистрации физических лиц городских, районных управлений (отделов) ГМС Украины по месту жительства каждому гражданину Украины после достижения 14-летнего возраста, а в дальнейшем в случае необходимости обменивается, выдаётся вместо похищенного или испорченного. С 1 января 2016 года паспорт гражданина Украины изготавливается в виде карты, содержащей бесконтактный электронный носитель (ID-карта), может содержать биометрические данные.

## Получение, замена, сдача и правила пользования паспортом
Паспорт действителен для заключения гражданско-правовых соглашений, осуществления банковских операций, оформления поручений другим лицам для представительства перед третьим лицом только на территории Украины, если иное не предусмотрено международными договорами Украины. Первое получение паспорта (при наступлении 14-летия) является бесплатным.

### Условия и процедура выдачи
Паспорт гражданина Украины выдаётся территориальными подразделениями по делам гражданства, иммиграции и регистрации физических лиц городских, районных управлений (отделов) ГМС Украины по месту проживания гражданина Украины, после достижения 14-летнего возраста. Также ввели ID паспорта, которые действуют 10 лет. Примерная цена оформления — от 350 грн.
Бездомным гражданам паспорта выдаются по месту регистрации их преобладающего местонахождения. Выдача и обмен паспорта проводится в месячный срок.
Для оформления паспорта лицо подаёт основные документы:
- заявление о выдаче паспорта;
- заявление заполняется лично заявителем от руки, разборчивым почерком, с исчерпывающими ответами на все вопросы, без сокращений и аббревиатур. Допускается заполнение заявления другими лицами за лиц с физическими недостатками, психически больных и др., о чём вносится соответствующая отметка в графу «служебные отметки» заявления;
- заявление и документы, оформленные ненадлежащим образом, к рассмотрению не принимаются и возвращаются заявителю;
- свидетельство о рождении;
- квитанцию об уплате государственной пошлины или копию документа об освобождении от уплаты государственной пошлины. (Первый паспорт в 14 лет бесплатный);

Дополнительные документы (в случае необходимости):
- справку о регистрации лица гражданином Украины или свидетельство о принадлежности к гражданству Украины;
- справку о возвращении лица на проживание на Украину с соответствующей отметкой в паспорте гражданина Украины для выезда за границу, выданную работниками территориального органа службы гражданства, иммиграции и регистрации физический лиц главных управлений, управлений МВД Украины в Автономной Республике Крым, областях, городах Киеве и Севастополе или паспорт гражданина Украины для выезда за границу — для граждан Украины, которые постоянно проживали за границей, после возвращение их на проживание на Украину;
- справку об освобождении из учреждения выполнения наказаний, если к осуждению лицо не имело паспорта или паспорт у него не изымался и к личному делу приобщен не был;
- удостоверение о постановке на учёт, выданное соответствующим специализированным учреждением, которое осуществляет учёт бездомных граждан (для бездомных граждан).

Для вклеивания в паспорт новых фотографий при достижении гражданином 25- и 45-летнего возраста подаются паспорт и две фотографии указанного размера.
Оригиналы документов возвращаются лицу вместе с оформленным паспортом.

### Выдержки из законодательства
- Гражданин должен надёжно сохранять паспорт.
- Запрещается изъятие у гражданина паспорта, кроме случаев, предусмотренных законодательством Украины, в частности, запрещается взятие паспорта в залог.

### Обмен паспорта
Обмен паспорта проводится в месячный срок по месту постоянного жительства гражданина.
Вклеивание в паспорт новых фотографий при достижении гражданином 25- и 45-летнего возраста осуществляется в пятидневный срок в любом соответствующем территориальном подразделении ГМС. В случае, когда паспорт был выдан в другом территориальном подразделении, информация о вклейке новой фотографии записывается в журнал, а по месту выдачи паспорта направляется соответствующее уведомление.
Обмен паспорта производится в случаях:
- изменения (перемены) фамилии, имени или отчества;
- установление различий в записях;
- непригодности для пользования.

Для обмена паспорта гражданин обязан представить:
- заявление по форме, установленной Министерством внутренних дел Украины;
- паспорт, подлежащий обмену;
- две фотографии размером 3,5×4,5 см

Для обмена паспорта в связи с изменением (переменой) фамилии, имени или отчества либо установлением расхождений в записях представляются также документы, подтверждающие эти обстоятельства.
Об утере паспорта гражданин обязан срочно сообщить паспортную службу, которая выдаёт временное удостоверение, подтверждающее его личность. Форма временного удостоверения, порядок его выдачи устанавливаются Государственной миграционной службой Украины.
Для обмена паспорта и вклеивания в него новых фотографий гражданин подаёт документы и фотографии не позднее, чем через месяц после достижения соответствующего возраста или изменения (перемены) фамилии, имени или отчества, установления расхождений в записях или непригодности паспорта для пользования.

### Сдача паспорта
- Паспорт умершего гражданина сдается в органы записи актов гражданского состояния, который после регистрации смерти гражданина направляет его в паспортную службу.
- Если утраченный паспорт был найден, он подлежит сдаче в орган внутренних дел.
- У лица, взятого под стражу или осуждённого к лишению свободы, паспорт изымается органами дознания, досудебного следствия или судом. При освобождении из-под стражи или от отбывания наказания паспорт возвращается его собственнику.
- Паспорт лица, которое прекратило гражданство Украины в соответствии со статьёй 19 Закона Украины «О гражданстве Украины», подлежит возврату в паспортную службу.

## Заграничный паспорт

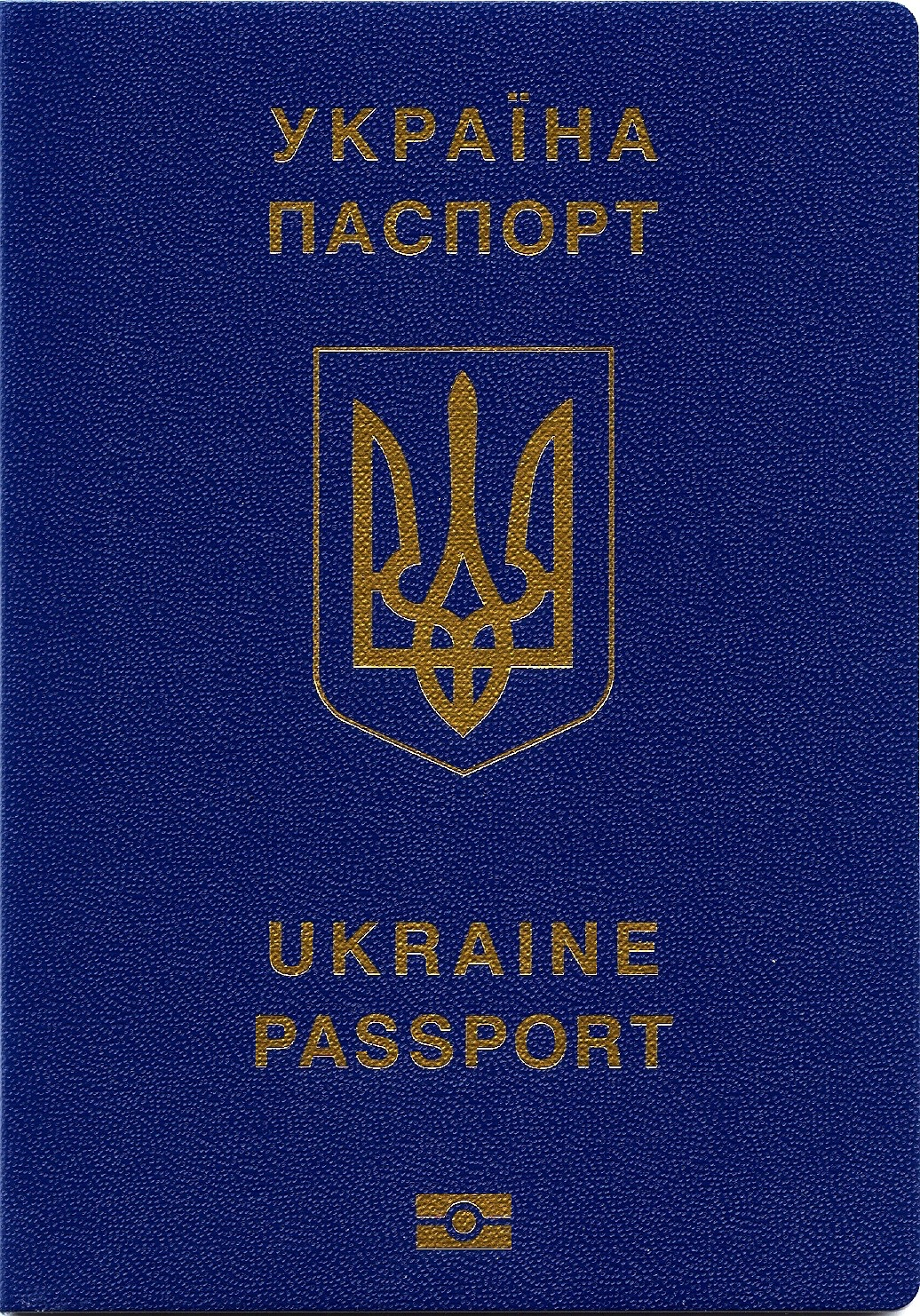
биометрический загранпаспорт образца 2015 года

Паспорт гражданина Украины для выезда за границу является документом, удостоверяющим личность гражданина Украины во время пересечения государственной границы Украины и
пребывания за границей.
Паспорта бывают трёх образцов, с июня 2007 года Министерством внутренних дел Украины выдавались только паспорта образца 2007 года.
С 2015 года образец изменился и началась выдача биометрических паспортов.
Список документов для получения биометрического загранпаспорта и сроки оформления можно уточнить на официальном информационном сайте ГМС Украины Архивная копия от 13 августа 2020 на Wayback Machine.

## История
С провозглашением Украинской Народной Республики её правительство стало выдавать гражданам паспорта УНР. Паспорт имел 16 страниц и выполнял функцию внутреннего и заграничного. Первые семь страниц были предназначены для информации о гражданине, а остальные — для виз. Надписи были выполнены на трёх языках — украинском, французском и немецком. Паспорта печатали в типографии Globus в Будапеште.

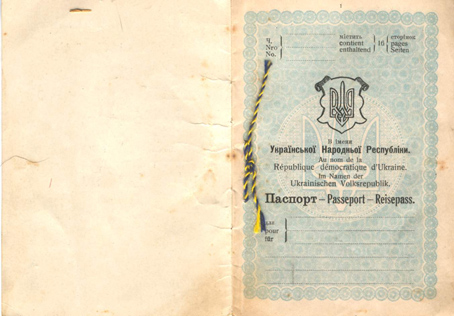
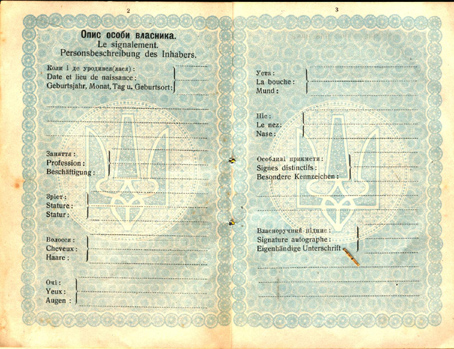
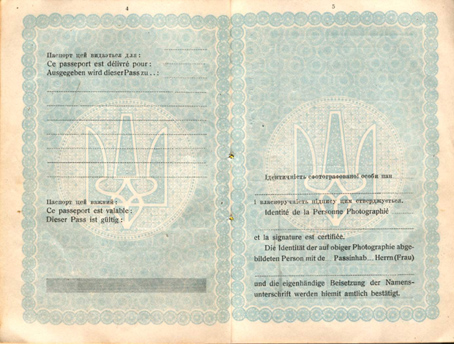
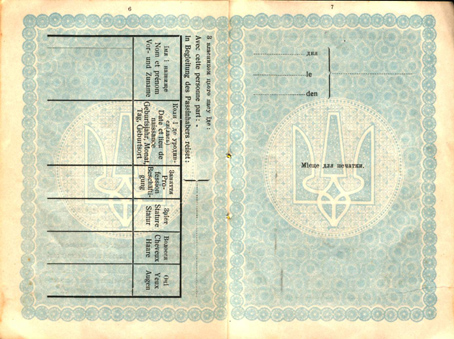
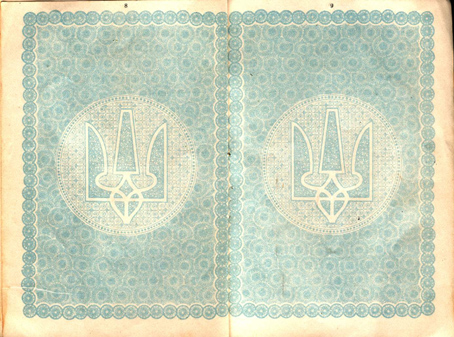
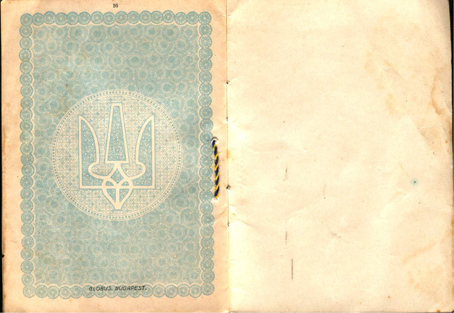